# Anna Katalin mantovai hercegnő
O.S.M. Gonzaga Anna Katalin (Mantova, Mantovai Hercegség, 1566. január 17. – Innsbruck, Tirol, Ausztria, Szent Római Birodalom, 1621. augusztus 3.), mantovai hercegnőként született, majd házassága révén osztrák főhercegné vált belőle nagybátyjával, II. Ferdinánd főherceggel kötött házassága révén. Férje halálát követően szervita rendi nővér lett Anna Julianna néven. Boldoggá avatása halála után elindult, ám a 17. század óta változatlanul áll. Ő volt Anna német-római császárné édesanyja.

## Élete
Gonzága Anna Katalin hercegnő néven született. Szülei: Gonzága Guglielmo herceg és Habsburg Eleonóra osztrák főhercegnő. Apai nagyszülei: II. Frigyes mantovai herceg és Palaeologina Margit montferrat-i márkinő. Anyai nagyszülei: I. Ferdinánd osztrák főherceg és Jagelló Anna magyar királyi hercegnő. Még két testvére született, Vince és Margit. Keresztapja nem más volt, mint II. Fülöp spanyol király, aki Anna anyai nagyapjának unokaöccse volt. 
Anna szigorú és ájtatos római katolikus hitben nevelkedett. Ötéves korában nagyon beteg lett, s már mindenki úgy hitte, meg fog halni, ám mégiscsak felgyógyult.
Két évig egy visszatérő lázas betegség vett rajta erőt. Szülei buzgón imádkoztak érte a Szűzanyához, s ígéretet tettek, ha lányuk életben marad, zárdába küldik apácának. Anyja Szűz Mária legmélyebb tiszteletére oktatta Annát. Kilencéves korában Anna azt mondta, egyik este megjelent a szobájában Szűz Mária, aki beszélt is hozzá. A kislány azonnal tudta, ki van a látomásában, ám akkor még képtelen volt felfogni a Szűzanya szavainak értelmét. Ezen vízió hatására Anna még szilárdabban eldöntötte, hogy apáca lesz.
1580-ban aztán II. Ferdinánd osztrák főherceg felesége, Filippin meghalt. A főherceg addigra már két kisfiú édesapja volt. Végül is Ferdinánd húga, Magdolna ajánlotta a figyelmébe Annát következő feleségének, s 1582. január elsején az meg is kérte a lány kezét Guglielmo hercegtől, amibe bele is egyezett azonnal. Anna pedig, bár vonakodva, hisz' így végleg fel kell majd adnia a zárdai életét, de engedelmeskedett apja óhajának. Mielőtt Anna elindult volna új hazájába, három dolgot kért apjától: először is engedjen szabadon 15 foglyot a börtönből, aztán adományozzon pénzt 15 koldusnak, s végül adományozzon egyházi bútorokat 15 templom részére. Guglielmo mindhárom kérését teljesítette.
1582. május 14-én a 16 esztendős Anna nőül ment az 52 éves Ferdinánd főherceghez Innsbruckban. Házasságuk első három évében Anna három leányt szült egymás után: 
- Eleonóra (1583), még csecsemőként meghalt
- Mária (1584. június 16. – 1649. március 2.), ő apáca lett
- Anna (1585. október 4. – 1618. december 14.), ő 1611. december 4-én hozzáment az 54 éves II. Mátyás magyar királyhoz. Hét évig tartó frigyükből nem származott gyermek.

Miközben Ferdinánd nagyon szerette leányait, természetesen vágyott már egy fiúörökösre is. Egy idő után végül már úgy tűnt, megbékél a helyzettel, s nem lázadozik tovább a sors akarata ellen. Türelmetlensége okán sokszor volt ingerült feleségével szemben, s hogy kárpótolja őt, neki ajándékozott két kastélyt is: Wohlgemutheium kastélyát és Thaur erődítményét. A férfi hálás volt kötelességtudó, gondoskodó hitvesének, aki remekül ápolta őt, számos betegsége okán, élete végéig. (Ferdinánd 1595-ben hunyt el, 13 évnyi házasság után.)
Az évek során Anna mégiscsak megszerette új hazáját, számtalan szolga és két életben maradt leánya révén pedig férje halála után se maradt magára. Ferdinánd halála után ismét a mély vallásossághoz fordult. Ferdinánd és Anna gyakran viseltek királyi koronát és ékszereket, ám a férfi halálát követően özvegye többé nem viselte ezeket, s fekete fátylat öltött magára, nyakában pedig rózsafüzért viselt.
Hatalmas vagyona ellenére Anna onnantól kezdve már nem a világi örömöknek élt. Palotája egy kis szegletébe húzódott vissza, mely egy kápolna közvetlen közelében volt. Ferdinánd halála után kialakíttatott magának egy titkos folyosót is, mely két rejtekajtón vezetett keresztül. Szobája igen egyszerű berendezésű volt. Lányai neveltetését rábízta Brandes bárónőre.
A hercegi udvarban olyan légkör lett, mint egy kolostor falai között, ahol a jámbor életmód jött szokásba. Az özvegy főhercegné végre olyan életet élhetett, amire már kislány korától kezdve vágyott. Minden pénteket megünnepelt, mely során szigorú böjtöt tartott, ami igencsak megviselte amúgy is törékeny egészségét, s azon kezdett tűnődni, hogy hatalmas vagyona jó részét szétossza a nincstelenek és az egyház között. Saját palotája kapuját nyitotta meg a szegények előtt, akik ott ételt kaptak, amit ráadásul maga Anna szolgált fel nekik. Az asszony sokszor haldoklókat és betegeket látogatott meg leányaival, akiknek gyógyszert és gondoskodást nyújtottak.
Arról lett ismert, hogy akinek csak szüksége volt rá, alamizsnát osztott. Igen nagy összegeket nyújtott vallási intézményeknek, nemcsak Innsbruckban, de szülőföldjén, Mantuában is, ahol gyakran közvetlen, nagylelkű anyaként ábrázolták őt a köztudatban. Anna élete során számos látomásáról számolt be, amiben a Szűzanya jelent meg előtte. 1606-ban például, Gyümölcsoltó Boldogasszony ünnepén, az udvari kápolnában, imádkozás közben számos vízió jelent meg az asszonynak, melyben Szűz Mária arra szólította fel őt, hogy Innsbruck közelében alapítson zárdát a tiszteletére. Tagja lett az Ájtatos Nővérek rendjének is, melyet még a 14. században alapított Juliana Falconieri, akit később szentté avattak. V. Pál pápa áldásával Anna megkezdhette az építkezést. Állítólag az is ,,felsőbb" utasításra történt, hogy a saját kertjébe helyezze el saját kolostorának alapkövét, mely pont 1606-ban, Gyümölcsoltó Boldogasszony ünnepén történt meg.
1607. július 2-án Brixen püspöke (IV. Spaur-i Kristóf) és Anna mostohafia, III. Miksa osztrák főherceg, valamint Burgau őrgrófja is jelen volt az épület felszentelésénél. Az ígéretes induláshoz képest sajnos a környékbeli nemesek közül sokan ellenezték a zárda felépítését. Anna tanácsadói aggodalmukat fejezték ki, amiért hatalmas összegeket emészt fel a kolostor megalapítása. Ezeknek is köszönhetően Anna ismét betegeskedni kezdett, testét ismeretlen eredetű sebek borították, melyek ágyhoz kötötték őt, s orvosai már a legrosszabbtól tartottak. Ezalatt kisebb fajta tömeg gyűlt össze betegágya mellett, s az asszony azt állította, ekkor újból megjelent előtte a Szűzanya, s teljes támogatásáról biztosította őt.
Ezután Anna csodával határos módon felgyógyult, s ígéretet tett, hogy folytatja az építkezést, bármilyen akadályba is ütközik. Azonban rossz ómenként a munkálatok során egy hirtelen földcsuszamlás maga alá temette az egyik munkást, aki azonnal meghalt. Ezek után egyszer csak maguktól elmúltak Anna testén a csúnya sebek, mindenki nagy döbbenetére, s már fájdalmai sem voltak. Csodás felépülése után azok, akik addig ellenezték az új zárda felépítését, most már nem szólaltak fel ellene.
Az építkezésről sokan úgy gondolták, hogy annak hatalmas költségei miatt nem fejeződhet be, ám Anna nagy leleményességgel mindig előteremtette rá a szükséges pénzt. A kolostor befejezése után az asszony belépett a rendbe, s erényes, ájtatos életet élt haláláig, Anna Julianna nővér néven, a vallási közösség alapítója, Szent Julianna tiszteletére. Ott is halt meg, 1621-ben. Halála után megindult Anna egyházi szentek közé emelése, amit még Brixen püspöke (Johann Franz von Khuen zu Liechtenberg gróf) kezdeményezett 1693-ban, ám, ki tudja, miért, a folyamat azóta sem fejeződött be.